# Giuse Trần Văn Thiện
Giuse Trần Văn Thiện (1 tháng 10 năm 1908 – 4 tháng 2 năm 1989) là một giám mục người Việt Nam thuộc Giáo hội Công giáo Rôma. Ông nguyên là giám mục tiên khởi của Giáo phận Mỹ Tho thuộc Giáo tỉnh Sài Gòn trong khoảng thời gian kéo dài 29 năm, từ năm 1960 đến năm 1989. Khẩu hiệu giám mục của ông là "Phần rỗi trong Thánh Giá".
Giám mục Trần Văn Thiện sinh ra trong một gia đình đạo đức. Sau quá trình tu học tại các chủng viện Công giáo, ông được truyền chức linh mục năm 1935, với tư cách là một linh mục thuộc Hạt Đại diện Tông Tòa Vĩnh Long kể từ năm 1938. Bốn năm sau khi được truyền chức, ông được cử đi du học tại Pháp. Sau gần một thập niên du học ngoại quốc, linh mục Thiện hồi hương và được bổ nhiệm làm Giám đốc Đại chủng viện Á Thánh Minh.
Sau gần 10 năm đảm nhận công tác mục vụ, linh mục Trần Văn Thiện từ chức giám đốc chủng viện vì mong muốn được sống và thi hành các công việc mục vụ với các giáo dân. Ông được phân công phụ trách họ đạo Bãi Xan, tỉnh Vĩnh Bình. Chỉ sau hai năm quay về với việc mục vụ giáo xứ, linh mục Thiện được chọn làm người kiến thiết nền móng phát triển và sau đó đảm nhận vai trò viện trưởng tiên khởi Viện Đại học Đà Lạt.
Năm 1960, cùng với việc thiết lập hàng giáo phẩm Công giáo Việt Nam, linh mục Trần Văn Thiện được chọn làm giám mục tiên khởi của giáo phận Mỹ Tho mới thành lập. Ông được tấn phong giám mục tháng 1 và chính thức nhậm chức tại giáo phận Mỹ Tho vào tháng 4 năm 1961. Giám mục Thiện quan tâm đến các công tác từ thiện, cũng như khuyến khích phát triển các tổ chức Công giáo Tiến hành trong giáo phận. Trong thời kỳ Chiến tranh Việt Nam, ông hai lần thoát chết trong các biến cố vào các năm 1964 và 1969. Ông qua đời năm 1989, sau gần ba thập niên lãnh đạo giáo phận Mỹ Tho. Kỷ yếu Giáo phận Mỹ Tho ghi nhận Trần Văn Thiện "là người đặt nền móng cho việc xây dựng và phát triển Giáo phận Mỹ Tho".

## Thân thế và tu học
Giuse Trần Văn Thiện sinh ngày 1 tháng 10 năm 1908. Theo sách Sơ lược Sự hình thành và phát triển Giáo phận Mỹ Tho và theo sự xác nhận riêng của gia đình vị giám mục, ông được sinh ra tại xã Long Điền, huyện Đông Hải, tỉnh Bạc Liêu, thuộc Giáo phận Cần Thơ. Vài năm sau ông theo cha mẹ di dời về xã Ngũ Hiệp (Cù lao Năm Thôn), Cai Lậy, tỉnh Định Tường (nay thuộc tỉnh Tiền Giang), thuộc Giáo phận Mỹ Tho. Cha ông đảm nhận vai trò Trùm thuộc giáo họ Ngũ Hiệp.
Từ thuở nhở, cậu bé Trần Văn Thiện được gia đình cho theo học tại Trường trung học Công giáo của Họ Mỹ Tho, do các tu sĩ dòng Lasan điều hành. Những khoảng thời gian ngoài giờ học, cậu về sinh hoạt cùng gia đình tại Ngũ Hiệp. Với chí hướng tu học từ nhỏ, sau khi hoàn thành chương trình Tiểu học, Trần Văn Thiện rời gia đình, bắt đầu con đường tu học bằng việc nhập học tiểu chủng viện tại Sài Gòn. Sau khoảng thời gian theo học chương trình tiểu chủng viện, chủng sinh Thiện tiếp tục con đường tu học tại đại chủng viện.

## Linh mục
Giuse Trần Văn Thiện được thụ phong chức linh mục vào ngày 21 tháng 9 năm 1935. Sau khi được truyền chức linh mục, Trần Văn Thiện được bổ nhiệm giữ chức linh mục phó giáo họ Mặc Bắc, tỉnh Vĩnh Bình.
Năm 1938, Hạt Đại diện Tông Tòa Vĩnh Long—quen gọi là Địa phận Vĩnh Long—được thành lập, trao cho Giám mục Phêrô Máctinô Ngô Đình Thục cai quản. Linh mục Trần Văn Thiện gia nhập địa phận này và được Giám mục Thục cử đi du học ở Pháp vào năm 1939, theo học bổng của Tòa Thánh, nhờ sự vận động của Đức ông Chappoulie. Sau 7 năm tu học tại ngoại quốc, Trần Văn Thiện trở về nước năm 1947 và được bổ nhiệm làm Giám đốc Chủng viện Á Thánh Minh, Vĩnh Long. Ông là một nhân tố đóng vai trò củng cố chủng viện Á Thánh Minh, vốn là chủng viện đầu tiên do giáo sĩ Việt Nam thiết lập ở miền Nam Việt Nam.
Nhận thấy tình cảm của mình dành cho các giáo dân cũng như đồng bào lương giáo ngoài chủng viện, Trần Văn Thiện mong muốn được an ủi tinh thần và vật chất cho họ, vì vậy, ông từ chức giám đốc chủng viện và được chấp thuận đầu năm 1956. Linh mục Thiện được bổ nhiệm chức vụ mới là linh mục chính sở họ đạo Bãi Xan, tỉnh Vĩnh Bình. Năm 1957, linh mục Trần Văn Thiện đã tiến hành đại tu nhà thờ Bãi Xan, trong đó bao gồm việc làm mới mặt tiền nhà thờ, mở rộng diện tích hai bên, sắp xếp lai gian cung thánh và thay lại các cột trụ thành bê tông. Tuy nhiên, ông đã được thuyên chuyển khỏi nhiệm sở này sau khi công trình tháp chuông nhà thờ mới khởi công được vài tháng.
Với lối sống đạo đức và lòng nhiệt thành tại nhiệm sở mới, linh mục Thiện gây được sự chú ý của giám mục địa phận Vĩnh Long cũng như tại các địa phận khác, chính vì vậy, năm 1958, ông được đề cử giữ chức Viện trưởng Viện Đại học Đà Lạt. Tại đây, ông khởi đầu tiến trình xây dựng cơ sở giáo dục mới này với những khó khăn về thiếu thốn trang thiết bị, về vấn đề tài chính và vấn đề tổ chức quản lý. Chưởng ấn viện đại học vào thời gian này là Giám mục Phêrô Máctinô Ngô Đình Thục, giám mục Địa phận Vĩnh Long, sau này là tổng giám mục Tổng giáo phận Huế.
Cuối năm 1958, Viện Đại học Đà Lạt (Học viện Công giáo) hoàn tất quá trình xây dựng. Nhờ khả năng ứng xử, đi kèm với sự thiện cảm đến từ mọi người và uy tín sẵn có, linh mục Trần Văn Thiện, Viện trưởng Học viện đã mời được nhiều giáo sư danh tiếng trong và ngoài Việt Nam đến giảng huấn tại cơ sở giáo dục này. Trong số các giáo sư được mời có nhiều linh mục, tu sĩ nổi tiếng đến từ các dòng tu định hướng giáo dục như: Dòng Tên, dòng Đa Minh, hội Linh mục Xuân Bích, dòng La San,... Nhân dịp đến Việt Nam Cộng hòa chủ toạ Đại hội Thánh Mẫu năm 1958, Hồng y Krikor Bédros XV Agagianian, Đặc sứ Giáo hoàng Gioan XXIII, dành lời khen ngợi linh mục Viện trưởng Trần Văn Thiện khi đến viếng thăm Viện Đại học Công giáo Đà Lạt.
Linh mục Trần Văn Thiện được giới sinh viên, học sinh đặt biệt danh là "Linh mục của Thanh niên".

## Giám mục

### Bổ nhiệm và nhậm chức

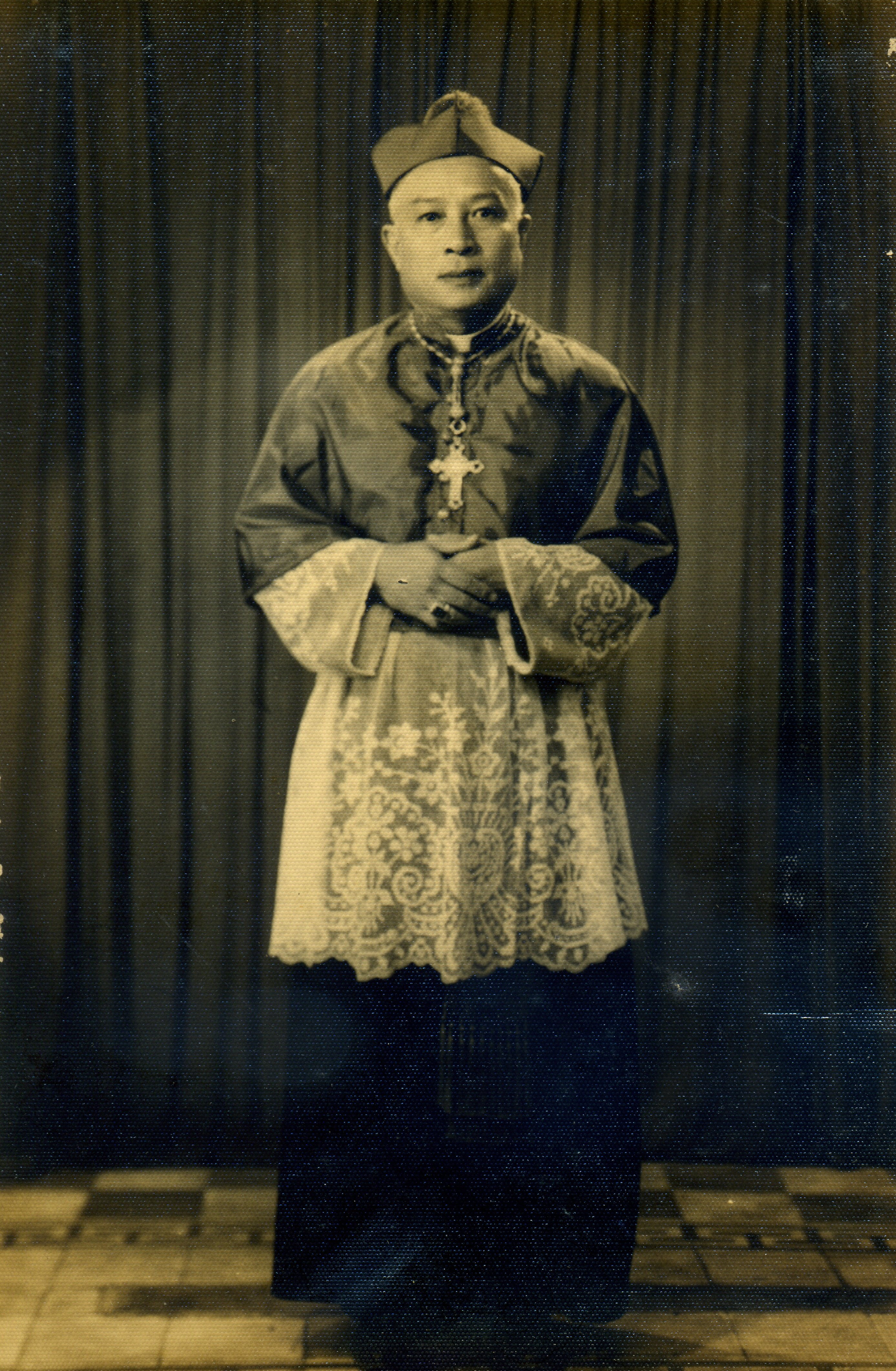
Giám mục Giuse Trần Văn Thiện trong phẩm phục giám mục

Ngày 24 tháng 11 năm 1960, Giáo hoàng Gioan XXIII công bố việc tuyển chọn linh mục Giuse Trần Văn Thiện làm giám mục chính tòa tiên khởi của giáo phận Mỹ Tho, tân giáo phận được công bố thiết lập cùng ngày. Giáo phận này vốn từng là một phần lãnh thổ thuộc Tổng giáo phận Sài Gòn.
Lễ tấn phong cho tân giám mục Giuse Trần Văn Thiện được tổ chức vào ngày 22 tháng 1 năm 1961 tại Vương cung Thánh đường Đức Bà Sài Gòn với sự tham dự của một trăm nghìn người. Cùng tấn phong trong một buổi lễ, ngoài tân giám mục Trần Văn Thiện, còn có ba tân giám mục khác là Philípphê Nguyễn Kim Điền, Micae Nguyễn Khắc Ngữ, Antôn Nguyễn Văn Thiện. Ngày 5 tháng 4 năm 1961, Trần Văn Thiện chính thức nhậm chức Giám mục chính tòa Giáo phận Mỹ Tho.

### Các hoạt động giai đoạn 1961–1965
Giám mục Trần Văn Thiện là một trong số các nghị phụ Công giáo người Việt Nam tham dự Công đồng Vatican II. Ông tham dự bốn phiên họp khoáng đại kéo dài bốn năm của Công đồng (1962–1965). Năm 1963, với biến cố khiến Tổng giám mục Ngô Đình Thục không thể trở về Việt Nam, Hội đồng Giám mục Việt Nam nhóm họp và chọn chưởng ấn mới cho Viện Công giáo Đà Lạt. Giám mục Trần Văn Thiện được bầu chọn vào chức vụ này. Ông đảm nhận chức vụ cho đến năm 1970 và bàn giao nhiệm vụ chưởng ấn cho vị kế nhiệm là Giám mục Giacôbê Nguyễn Ngọc Quang. Ngoài chức chưởng ấn Viện Công giáo thuộc Hội đồng Giám mục, Giám mục Thiện cũng từng giữ chức Chủ tịch Ủy ban Giám mục Truyền giáo Việt Nam.
Đánh giá việc giáo dục văn hóa là cầu nối truyền giáo hữu hiệu, Giám mục Thiện cho thiết lập các trường dạy văn hóa ở các giáo xứ. Ngoài lĩnh vực giáo dục, Giám mục Trần Văn Thiện còn quan tâm đến lĩnh vực từ thiện xã hội: Tính đến năm 1964, giáo phận Mỹ Tho quản lý 5 bệnh viện với tổng số 651 giường bệnh, 6 cô nhi viện, 1 viện dưỡng lão, 6 phòng phát và cấp thuốc, 6 nhà hộ sinh. Caritas giáo phận Mỹ Tho cũng quan tâm đến những người khó khăn, học sinh nghèo, tổ chức dạy nghề trên tinh thần không phân biệt tôn giáo hay địa phương sinh sống. Ngoài ra, Trần Văn Thiện còn chấp nhận tiến hành công việc xây dựng tòa giám mục Mỹ Tho và tiểu chủng viện Gioan XIII. Giám mục Thiện cũng quan tâm đến các tổ chức Công giáo Tiến hành, phát hành nguyệt san Đồng Tháp của giáo phận.
Tại Mỹ Tho, Giám mục Thiện thoát chết trong một cuộc tấn công mưu sát diễn ra ngày 28 tháng 8 năm 1964, sau khi ông đến trấn an tình hình tại một trường Công giáo đang trong tình trạng bị bao vây. Một nhóm người theo tư tưởng cộng sản được cho là chỉ huy cuộc tấn công này. Cụ thể, đám đông đã đập vỡ kính xe và phá hủy nóc xe của Giám mục Trần Văn Thiện. Ông được những người lính đưa vào trong trường trước khi những kẻ tấn công kịp ra đòn. Ngày 5 tháng 9 năm 1965, ông cử hành lễ kính nhớ các chân phước tử đạo Việt Nam tại Nhà thờ Đức Bà Sài Gòn. Các thành phần giáo dân tham dự lễ gồm các binh sĩ, thủy thủ, sinh viên và các nhóm Công giáo Tiến Hành được đưa đến địa điểm tổ chức thánh lễ bằng xe tải của Việt Nam Cộng hòa.

### Các hoạt động giai đoạn 1966–1975

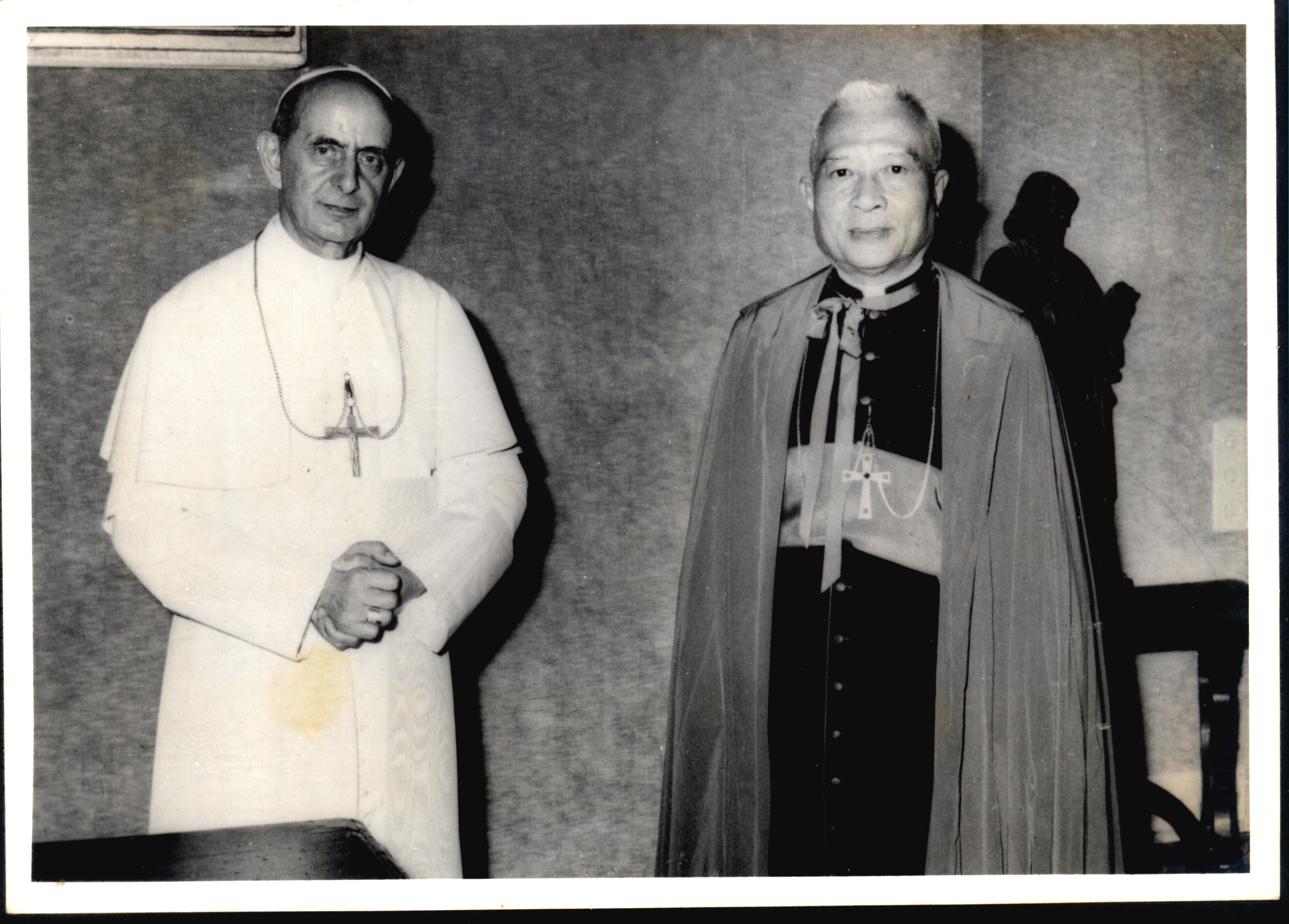
Giám mục Giuse Trần Văn Thiện và Giáo hoàng Phaolô VI

Cuối tháng 5 năm 1966, trong buổi nói chuyện tại Đại học Công giáo Đà Lạt, Giám mục Thiện nhận định Công đồng Vatican II là dấu chỉ cho việc Giáo hội đã cập nhật hóa và đối thoại với thế giới hiện đại. Giám mục Trần Văn Thiện được Hội đồng Giám mục Việt Nam đề nghị làm thành viên thánh bộ Truyền giáo (thuộc Giáo triều Rôma), theo yêu cầu của Tòa Thánh là mỗi quốc gia có một đại diện làm thành viên trong bộ. Việc đề nghị này của Hội đồng được thánh bộ Truyền giáo xác nhận chấp thuận vào ngày 3 tháng 1 năm 1968. Trong phiên họp ngày 3 tháng 5 năm 1968, Hội đồng cũng bầu chọn lại các vị trí nhân sự, Giám mục Thiện tái đắc cử vai trò Chưởng ấn Viện Đại học Đà Lạt. Ông đã có cuộc yết kiến riêng với Giáo hoàng Phaolô VI vào ngày 8 tháng 7 cùng năm.
Vào khoảng dịp Tết Nguyên Đán năm 1969 (tức tháng 2 dương lịch), ba quả rốc két bắn vào khu vực nhà thờ chính tòa Mỹ Tho, một trong số chúng bắn trúng tòa giám mục. Tuy Giám mục Trần Văn Thiện đang ngủ khi xảy ra vụ việc, không có bất cứ thiệt hại nào về nhân mạng được báo cáo. Giám mục Thiện tham gia trong tư cách đồng chủ tọa khóa hội thảo VII về chủ đề Truyền Bá Phúc Âm toàn quốc tổ chức tại Nha Trang giữa tháng 11 năm 1974. Ông đã đồng ký tên vào quyết nghị về vấn đề tôn kính tổ tiên của người Công giáo. Nhờ sự quan tâm đến lĩnh vực đào tạo giáo sĩ và tu sĩ của Trần Văn Thiện, số lượng linh mục giáo phận tăng mạnh, số linh mục năm 1974 đạt mức 71 linh mục, so với con số 43 linh mục khi thiết lập giáo phận vào năm 1960. Ngoài ra, trong thời điểm năm 1974 còn có 78 đại chủng sinh đang trong quá trình tu học.

### Mục vụ sau năm 1975, qua đời và tưởng nhớ

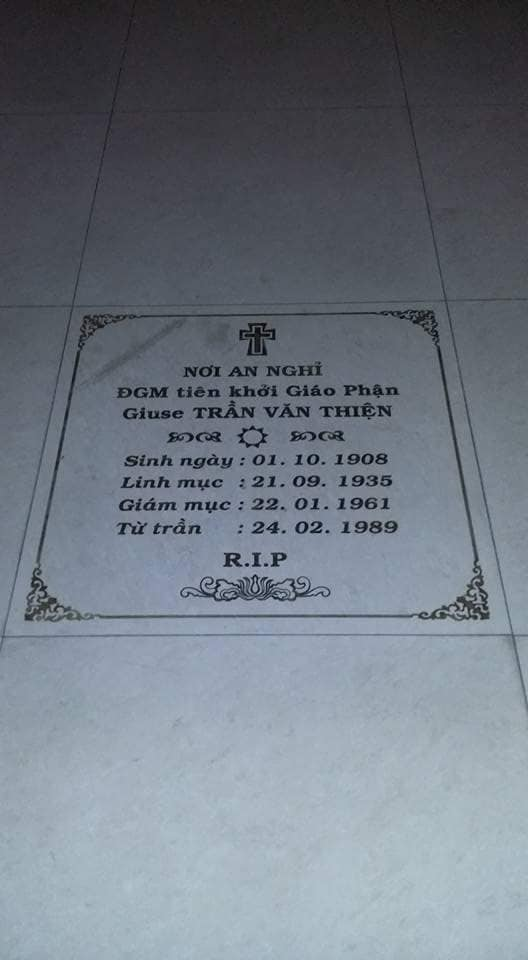
Mộ phần cố Giám mục Trần Văn Thiện tại Nhà thờ chính tòa Mỹ Tho

Thời gian làm giám mục của Trần Văn Thiện có thể được chia thành hai giai đoạn: 14 năm đầu tiên (1961–1975), với các hoạt động tích cực trong nhiều lĩnh vực khác nhau và 14 năm sau đó (1975–1989) là những năm tháng âm thầm. Giám mục Thiện tập trung vào công tác giảng dạy giáo lý và giáo dục giáo dân sau khi chiến tranh kết thúc. Với quá trình thay đổi địa giới hành chính thời hậu chiến, giáo phận Mỹ Tho có địa giới gồm hai tỉnh Tiền Giang, Long An và 2/3 tỉnh Đồng Tháp. Để chuẩn bị nhân sự cho giáo phận, Tòa Thánh bổ nhiệm linh mục Anrê Nguyễn Văn Nam làm giám mục phó với quyền kế vị vào ngày 6 tháng 6 năm 1975. Lễ tấn phong cho tân giám mục đã được Giám mục Thiện cử hành với vai trò chủ phong vào ngày 10 tháng 6.
Giám mục Trần Văn Thiện không tham dự Đại hội Hội đồng Giám mục Việt Nam I diễn ra vào cuối tháng 4 và đầu tháng 5 năm 1980. Bốn giám mục Việt Nam khác không tham gia Đại hội này.
Giám mục Giuse Trần Văn Thiện từ trần ngày 24 tháng 2 năm 1989 tại tòa giám mục Mỹ Tho, thọ 81 tuổi. Lễ an táng tổ chức vào ngày 27 tháng 2 và thi hài cố giám mục được an táng tại gian cung thánh Nhà thờ chính tòa Mỹ Tho. Với sự qua đời của Giám mục Giuse Trần Văn Thiện, giám mục phó Anrê Nguyễn Văn Nam chính thức kế nhiệm chức vụ giám mục chính tòa Giáo phận Mỹ Tho.
Tại Nhà Truyền thống Giáo phận Mỹ Tho có trưng bày mũ, gậy và chén thánh đúc bằng vàng của Giám mục Trần Văn Thiện. Nhân dịp kỷ niệm 60 năm thành lập giáo phận, sau khi tham khảo ý kiến các linh mục, Giám mục giáo phận Mỹ Tho Phêrô Nguyễn Văn Khảm quyết định thành lập Quỹ khuyến học Giuse Trần Văn Thiện. Quỹ này được thành lập với mục đích hỗ trợ các thiếu nhi và thiếu niên thuộc các gia đình khó khăn, không có khả năng đến trường.

## Đóng góp
Trong thời gian đảm trách cương vị giám mục giáo phận Mỹ Tho, Giám mục Giuse Trần Văn Thiện đã tiến hành xây dựng tòa giám mục giáo phận. Năm 1961, Giám mục Thiện cùng Giám muc giáo phận Cần Thơ Philipphê Nguyễn Kim Điền đồng sáng lập Đệ tử viện truyền giáo tại địa chỉ ngày nay thuộc phường 5, thành phố Mỹ Tho. Năm 1965, ông cho thành lập Tiểu chủng viện Gioan XXIII và cho thuyên chuyển Ban Giáo sư cũng như nhân sự của Đệ tử viện sang Tiểu chủng viện mới thành lập này. Lý do chọn tên tiểu chủng viện là Gioan XXIII là nhằm ghi dấu biến cố trọng đại xảy ra trong triều đại Giáo hoàng Gioan XXIII.
Ngoài ra, Giám mục Thiện còn thành lập các trường trung học và tiểu học Thánh Giuse, Rạng Đông, Thánh Gioanna. Ông cũng cho phát hành nguyệt san Đồng Tháp, tờ báo thông tin ngôn luận của giáo phận Mỹ Tho.

## Tông truyền
Giám mục Giuse Trần Văn Thiện được tấn phong giám mục năm 1961, thời Giáo hoàng Gioan XXIII, bởi:
- Chủ phong: Tổng giám mục  Tổng giáo phận Huế Phêrô Máctinô Ngô Đình Thục
- Phụ phong: Nguyên Đại diện Tông Tòa Hạt Đại diện Tông Tòa Sài Gòn Jean Cassaigne, M.E.P. và Tađêô Lê Hữu Từ, nguyên Đại diện Tông Tòa Hạt Đại diện Tông Tòa Phát Diệm

Giám mục Giuse Trần Văn Thiện đóng vai trò chủ phong trong nghi thức truyền chức giám mục cho:
- Năm 1975, Anrê Nguyễn Văn Nam, nay là cố giám mục chính tòa giáo phận Mỹ Tho

Giám mục Giuse Trần Văn Thiện đóng vai trò phụ phong trong nghi thức truyền chức giám mục cho:
- Năm 1976,  Giacôbê Huỳnh Văn Của, nay là cố giám mục phó giáo phận Phú Cường

## Hình ảnh khác

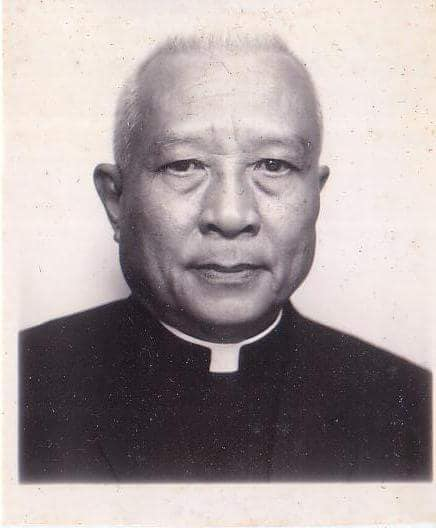
Chân dung Cố Giám mục Tiên khởi Giáo phận Mỹ Tho Giuse Trần Văn Thiện
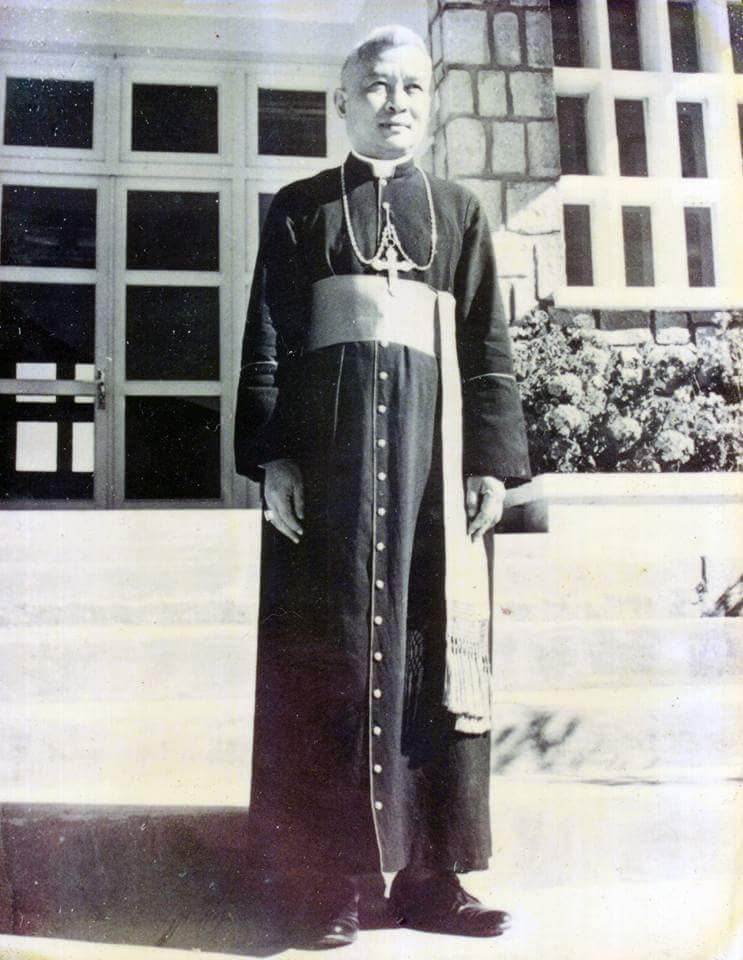
Giám mục Giuse Trần Văn Thiện chụp tại Viện Đại Học Công Giáo Đà Lạt
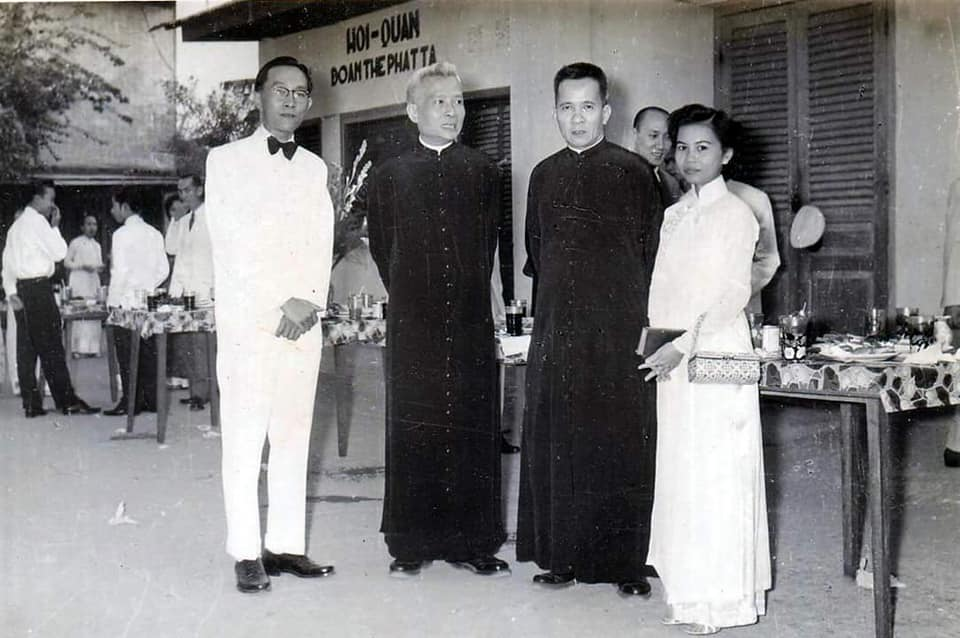
Giám mục Trần Văn Thiện tại lễ hôn phối của em trai là ông Trần Văn Trị
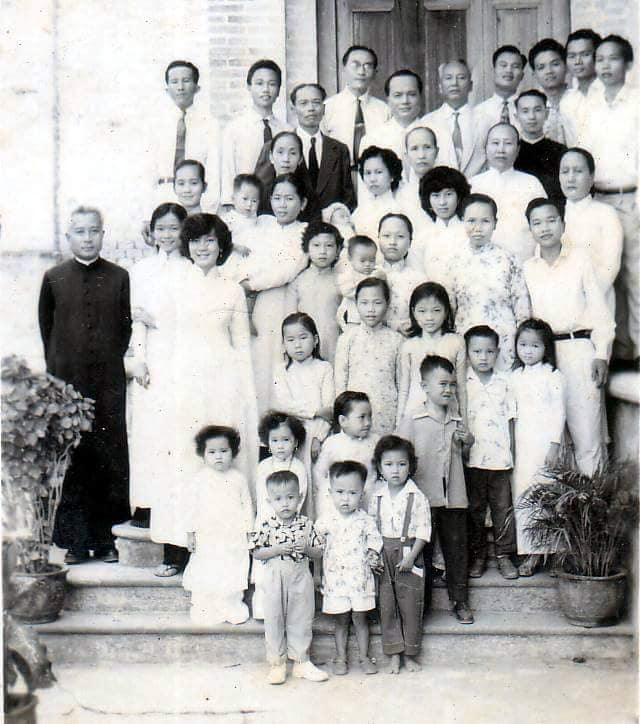
Giám mục Trần Văn Thiện và gia tộc
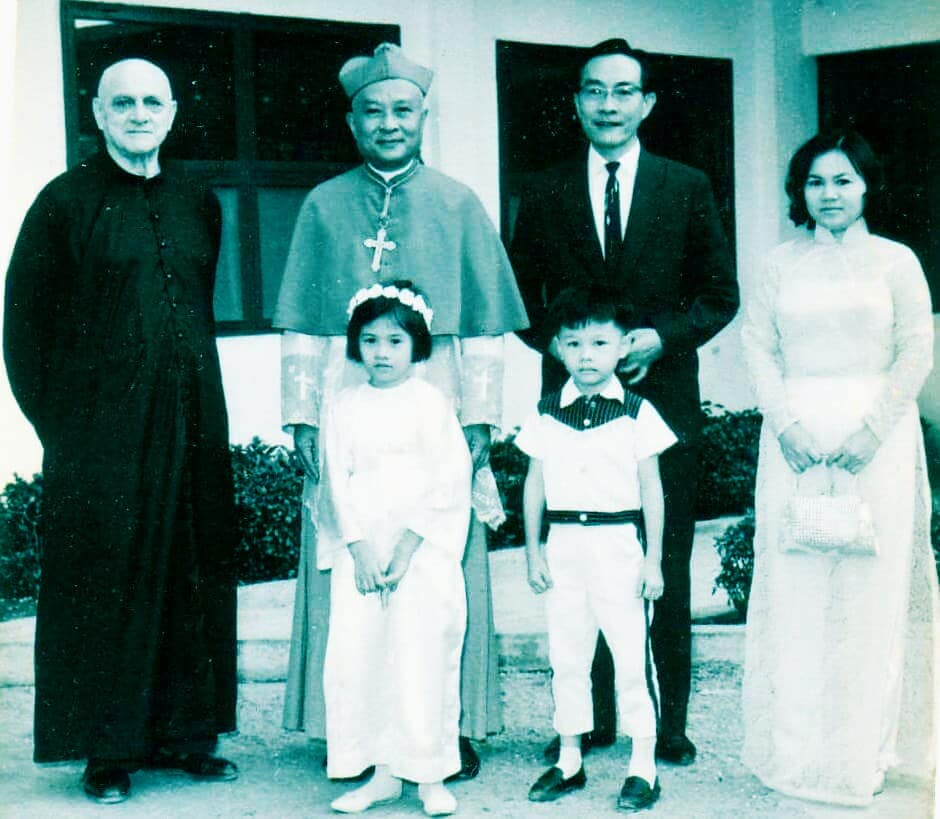
Ảnh chụp tại Trường Nữ Vương Hòa Bình (Régina Pacis) – Giám mục Giuse Trần Văn Thiện và linh mục tuyên uý Dòng nữ tu Vinh Sơn chụp hình chung với vợ chồng người em trai thứ chín và các con của họ.